# Liste de jeux vidéo de volley-ball
Cette liste de jeux vidéo de volley-ball recense des jeux vidéo de sport basés sur le volley-ball.
Légende :
- Jeu vidéo centré sur le beach-volley : beach
- Jeu vidéo centré sur le volley-ball intégrant le beach-volley : +beach
- Jeu vidéo multi-sports intégrant le volley-ball : multi
- Jeu vidéo multi-sports intégrant le beach-volley : multi/beach

- Haut – A
- B
- C
- D
- E
- F
- G
- H
- I
- J
- K
- L
- M
- N
- O
- P
- Q
- R
- S
- T
- U
- V
- W
- X
- Y
- Z

## A
- Ace Attacker
- Arcade Volleyball
- Attack Four

## B
- Beach Spikers (beach)
- Beach Volley (beach)
- Beach Volleyball (beach)
- Big Beach Sports (multi/beach)
- Blobby Volley
- Break Volley
- Bump, Set, Spike!

## C
Pas d'entrée.

## D
- Dead or Alive Paradise (beach)
- Dead or Alive Xtreme 2 (beach)
- Dead or Alive Xtreme 3 (beach)
- Dead or Alive Xtreme Beach Volleyball (beach)
- Dig and Spike Volleyball (+beach)

## E
Pas d'entrée.

## F
Pas d'entrée.

## G
Pas d'entrée.

## H
- Hamtaro: Ham-Ham Games (multi/beach)
- Hyper V-Ball

## I
Pas d'entrée.

## J
- Joshi Volleyball

## K
- Kinect Sports (multi/beach)
- Kings of the Beach (beach)
- Klonoa Beach Volleyball (beach)

## L
- Lactea Volleyball

## M
- Malibu Beach Volleyball (beach)
- Mario et Sonic aux Jeux olympiques de Rio 2016 (multi/beach)
- Multi Play Volleyball

## N
- Nekketsu! Beach Volley da yo: Kunio-kun (beach)

## O
- Outlaw Volleyball (beach)

## P
- Popeye no Beach Volleyball (beach)
- Power Spikes II

## Q
Pas d'entrée.

## R
- RealSports Volleyball
- Rebound

## S
- Sanrio Cup: Pon Pon Volley (beach)
- Simple 1500 Series Vol. 72: The Beach Volley (beach)
- Sonic Spike (beach)
- Spike Volleyball
- Sports Champions (beach)
- Summer Heat Beach Volleyball (beach)
- Summer Volley (beach)
- Super Beach Volley (beach)
- Super Spike V'Ball
- Super Volley Ball
- Super Volley Blast (beach)

## T
Pas d'entrée.

## U
Pas d'entrée.

## V
- Venice Beach Volleyball
- Victory Spike
- Virtual Volleyball
- Volleyball
- Volleyball Challenge
- Volleyball Xciting

## W
- Waku Waku Volley
- Women's Volleyball Championship
- World Beach Volley (beach)

## X
Pas d'entrée.

## Y
Pas d'entrée.

## Z
Pas d'entrée.